# Flekkerøy
Flekkerøy  is een eiland en stadsdeel van de Noorse stad Kristiansand. Flekkerøy is sinds 1989 door een tunnel verbonden met de stad. Het eiland telt ruim 3.000 inwoners.
De naam Flekkerøy komt voor het eerst voor rond 1550. Op Nederlandse kaarten uit die periode werd met de naam Vlecker het gehele gebied van het huidige Kristiansand bedoeld.  Het eiland had destijds een aanzienlijke haven die met name door Nederlandse schippers werd gebruikt.

## Geboren in Flekkerøy
- Anneke Jans Bogardus (1605-1663), uitgeweken naar Nieuw-Nederland

Fagerholt/Justvik · Flekkerøy · Grim · Hånes · Høllen · Kvadraturen · Lund · Mosby · Nodeland · Oddernes · Randesund · Søm · Tangvall · Tinnheia/Hellemyr · Torridal · Tveit · Vågsbygd